# Calle Bleecker (línea de la Avenida Lexington)
Calle Bleecker  es una estación en la línea de la Avenida Lexington del Metro de Nueva York de la A del Interborough Rapid Transit Company. La estación se encuentra localizada en NoHo, Manhattan entre la intersección con la Calle Lafayette y la Calle Bleecker. La estación es servida en varios horarios por diferentes trenes de los servicios  y .

## Galería

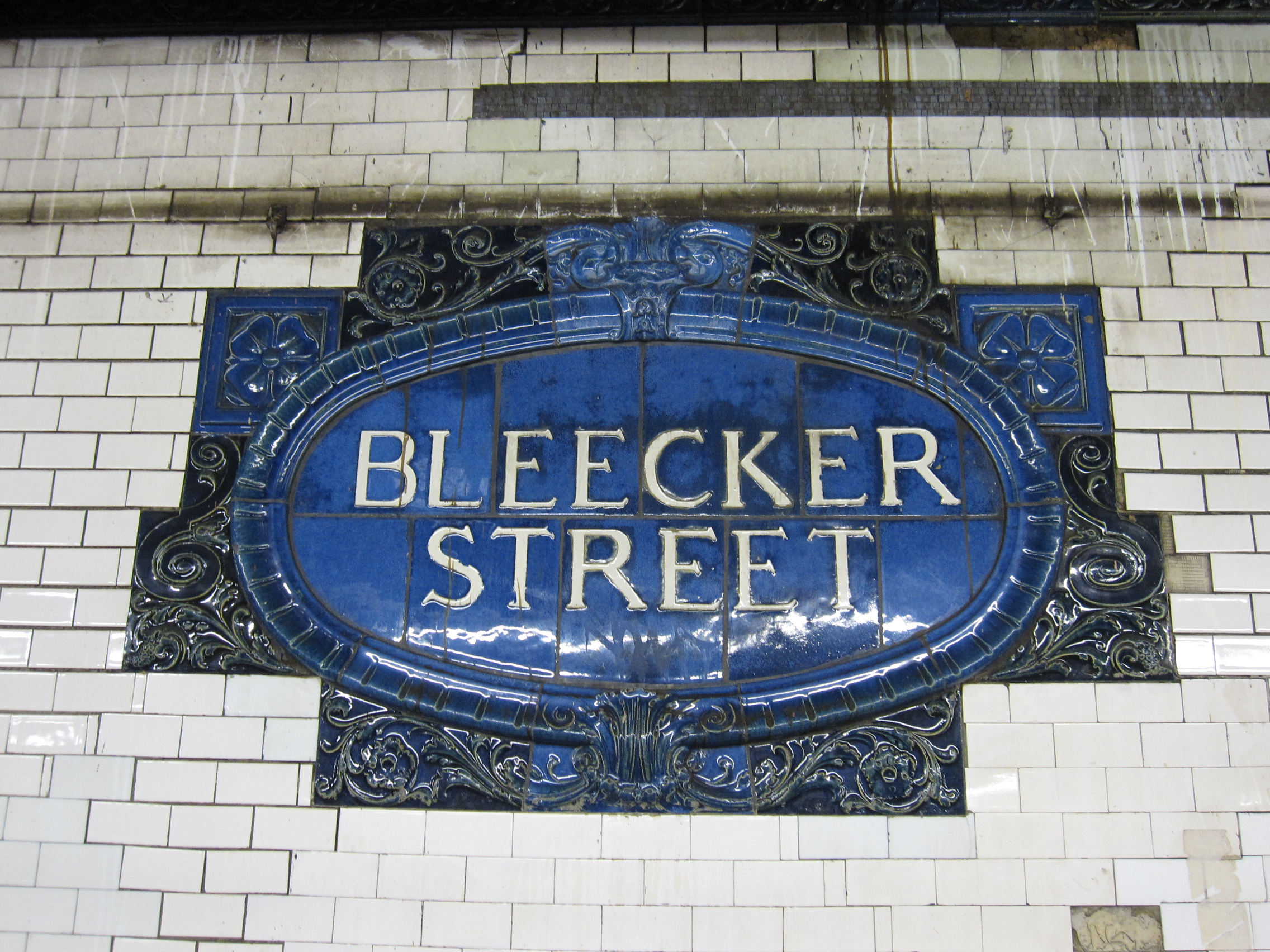
Tableta por Heins & LaFarge/Grueby Faience Company, en 1904
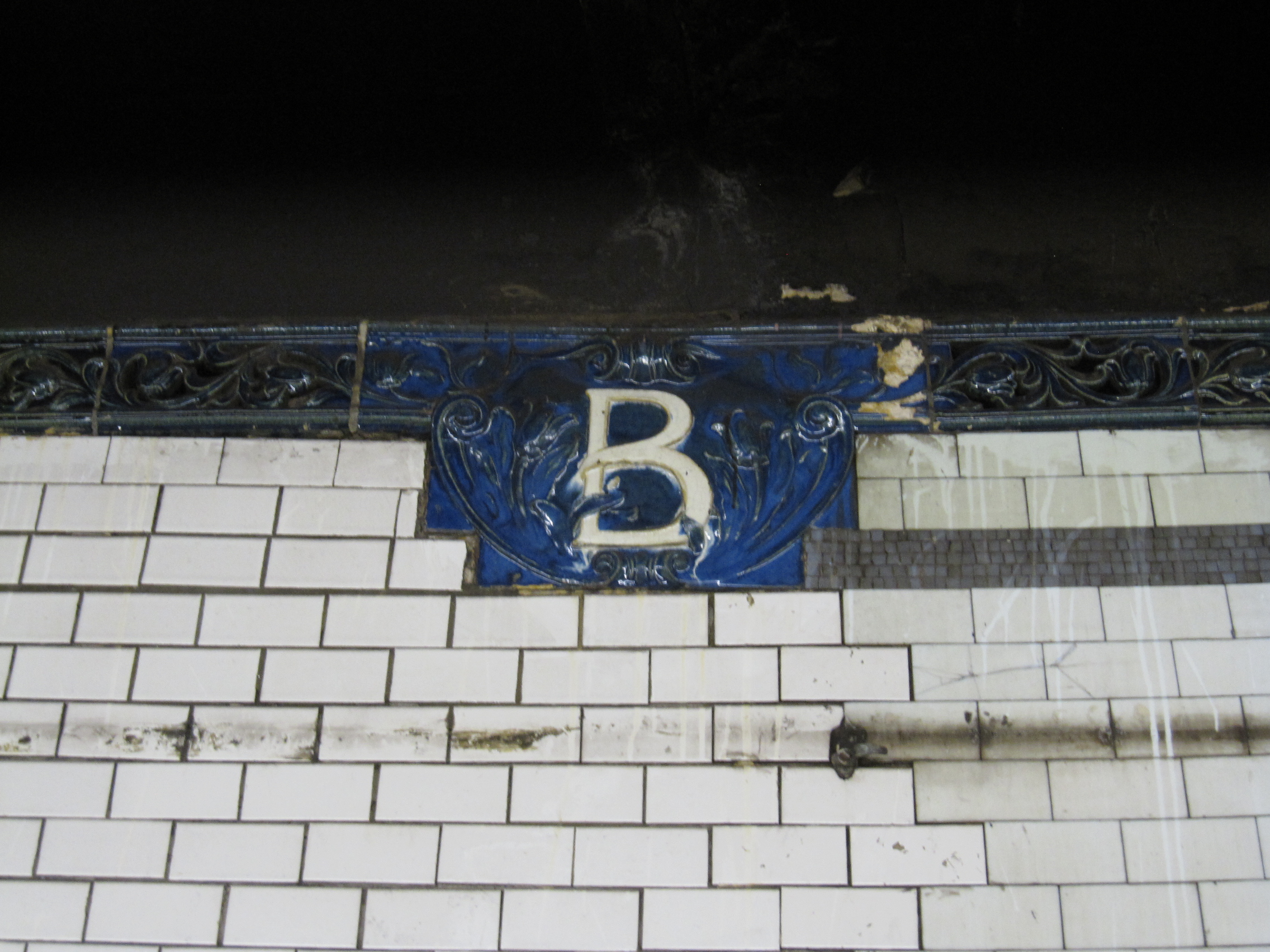
Mosaico con la letra B
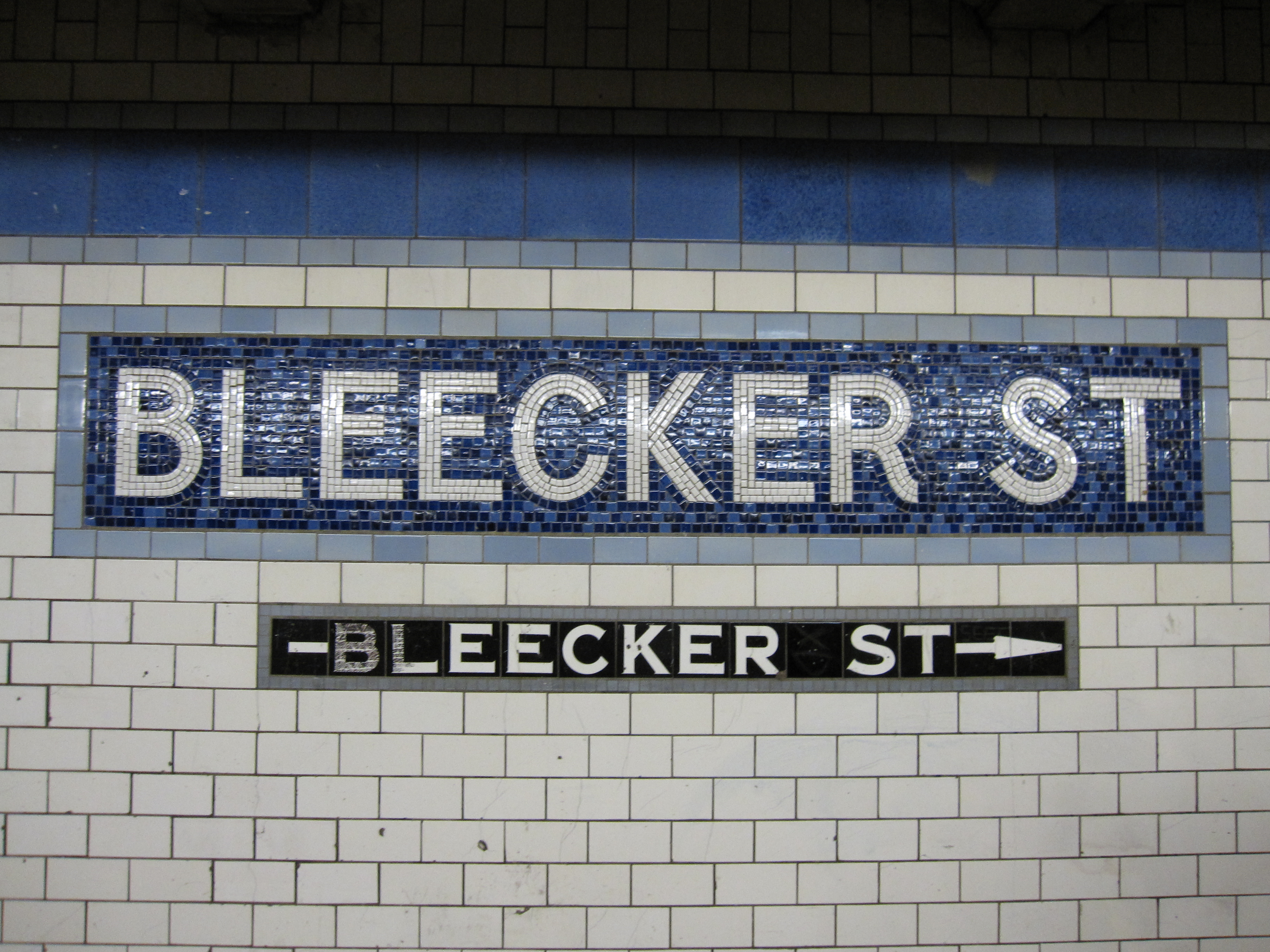
Mosaicos por Vickers